# 기욤 뒤파이

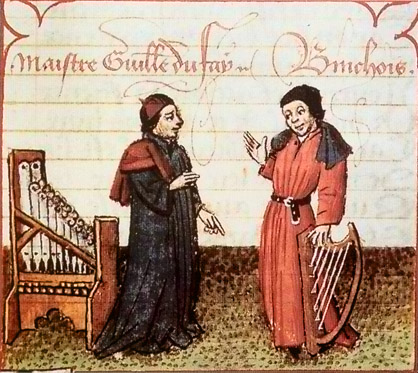

기욤 뒤파이(Guillaume Dufay, 1397년 8월 5일 (?) - 1474 11월 27일)는 르네상스 초기의 작곡가이자 음악 이론가이다. 동시대 사람들에게 유럽 최고의 작곡가로 여겨지는 그의 음악은 널리 연주되고 베껴졌다.
그의 가장 유명하고 유명한 작품인 복잡한 모테트 Nuper Rosarum Flores는 피렌체 대성당에 있는 필리포 브루넬레스키의 돔을 봉헌하기 위해 작곡되었다. 뒤파이는 그의 시대의 거의 모든 다성음악 장르를 대표하는 작품을 포함하여 광범위한 작품을 남겼다.
뒤파이는 종교 음악과 세속적인 음악 영역 모두에서 작곡하였다. 악기는 세속적인 음악들에서 사용되었다. 뒤파이는 대부분의 작품을 당시 일반적인 형태로 작곡하였다. 그의 종교 음악은 모두 성악 음악이다.
악기는 그의 거의 모든 작품에서 실제 연주에서 목소리를 강화하기 위해 사용되었을지도 모른다. 7개의 완전한 미사, 22개의 모테트 등이 있다.